# Mutsumi Harada
Mutsumi Harada (原田 睦巳 ({{{2}}}?); Kyoto, 24 settembre 1975) è un ginnasta e allenatore di ginnastica giapponese.

## Biografia
Gareggiò per l'Università Juntendō.
Rappresentò il Giappone ai Giochi olimpici estivi di Sydney 2000, terminando al quarto posto in classifica nel concorso a squadre, con i connazionali Naoya Tsukahara, Yoshihiro Saito, Kenichi Fujita, Akihiro Kasamatsu e Norimasa Iwai.
Dopo il ritiro dall'attività agonistica divenne allenatore; tra gli altri ha allenato Kenta Chiba.